# Espace nordique de Pailherols
L'espace nordique de Pailherols en Carladès est situé à Pailherols dans le Cantal, au versant sud du Plomb du Cantal.

## Géographie
Le village de Pailherols se trouve sur la route départementale 54 entre Vic-sur-Cère à l'ouest et Lacapelle-Barrès à l'est. Le domaine se déroule au nord du village qui en constitue l'entrée.
Le sentier de grande randonnée 465 traverse le domaine du nord au sud.

## Domaine
Le site dispose de 45 kilomètres de pistes balisées et damées qui évoluent entre 980 et 1 500 mètres d'altitude entre forêts et estives.
Les pistes sont situées sur les communes de Pailherols et Thiézac. Elles sont prévues pour le pas alternatif et le skating. S'y trouvent également des sentiers balisés pour raquettes et une piste de luge.
Si l'enneigement est correct, l'entrée du domaine se fait au village de Pailherols, géré par l'association Les flocons verts.